# Rad-net Rose Team/Saison 2013
Dieser Artikel listet Erfolge und Fahrer des Radsportteams Rad-net Rose in der Saison 2013 auf.

## Erfolge in der UCI Europe Tour
In den Rennen der Saison 2013 der UCI Europe Tour gelangen die nachstehenden Erfolge.
| Datum        | Rennen                       | Kat. | Fahrer         |
| ------------ | ---------------------------- | ---- | -------------- |
| 5. September | 1. Etappe Okolo Jižních Čech | 2.2  | Theo Reinhardt |

## Mannschaft
| Name              | Geburtstag         | Nationalität | Team 2012                      |
| ----------------- | ------------------ | ------------ | ------------------------------ |
| Pascal Ackermann  | 17. Januar 1994    | Deutschland  | Neoprofi                       |
| Henning Bommel    | 23. Februar 1983   | Deutschland  | LKT Team Brandenburg           |
| Emanuel Buchmann  | 18. November 1992  | Deutschland  | Team Specialized Concept Store |
| Alexander Krieger | 28. November 1991  | Deutschland  | Team Heizomat                  |
| Lucas Liß         | 12. Januar 1992    | Deutschland  | Neoprofi                       |
| Marco Mathis      | 7. April 1994      | Deutschland  | Neoprofi                       |
| Christopher Muche | 28. Februar 1992   | Deutschland  | Team Heizomat                  |
| Theo Reinhardt    | 17. September 1990 | Deutschland  | Neoprofi                       |
| Florian Scheit    | 16. Dezember 1991  | Deutschland  | Neoprofi                       |
| Nils Schomber     | 15. März 1994      | Deutschland  | Neoprofi                       |
| Kersten Thiele    | 29. September 1992 | Deutschland  | LKT Team Brandenburg           |
| Mario Vogt        | 17. Januar 1992    | Deutschland  | Team Specialized Concept Store |
| Domenic Weinstein | 27. August 1994    | Deutschland  | Neoprofi                       |